# Europa Cup (mannenhandbal) 1972/73
De European Champions Cup 1972/73 was de dertiende editie van de hoogste handbalcompetitie voor clubs in Europa. Het team van MAI Moskou won voor de eerste keer de European Champions Cup.

## Deelnemers
| Tweede ronde         | Tweede ronde       | Tweede ronde      | Tweede ronde             |
| -------------------- | ------------------ | ----------------- | ------------------------ |
| MAI Moskou           | Avanti Lebbeke     | ATV Bazel         | UHC Salzburg             |
| Steaua București     | Partizan Bjelovar  | IK Hellas         |                          |
| Eerste ronde         |                    |                   |                          |
| Fram Reykjavik       | VIF Dimitrov Sofia | Śląsk Wrocław     | HB Dudelange             |
| HIFK Helsinki        | Oppsal IF          | Elektromos        | Stella Sports Saint-Maur |
| IF Stadion Brøndby   | CUS Vérone         | BM Granollers     | Sittardia                |
| Frisch Auf Göppingen | Hapoël Ramat Gan   | Sporting Portugal | SC DHfK Leipzig          |
| Kyndil Tórshavn      | Baník Karviná      |                   |                          |

## Voorronde

### Eerste ronde
| Team 1               | Score   | Team 2                   | 1       | 2       |
| -------------------- | ------- | ------------------------ | ------- | ------- |
| Oppsal IF            | 26 – 25 | Śląsk Wrocław            | 16 – 11 | 10 – 14 |
| SC DHfK Leipzig      | 38 – 24 | Stella Sports Saint-Maur | 24 – 13 | 14 – 11 |
| IF Stadion Brøndby   | 28 – 31 | Fram Reykjavik           | 15 – 15 | 13 – 16 |
| Elektromos           | 29 – 40 | VIF Dimitrov Sofia       | 13 – 12 | 16 – 28 |
| HIFK Helsinki        | 47 – 28 | Kyndil Tórshavn          | 25 – 14 | 22 – 14 |
| Frisch Auf Göppingen | 68 – 18 | CUS Vérone               | 38 – 6  | 30 – 12 |
| HB Dudelange         | 26 – 33 | Hapoël Ramat Gan         | 16 – 18 | 10 – 15 |
| Sittardia            | 35 – 27 | BM Granollers            | 17 – 12 | 18 – 15 |
| Baník Karviná        | 40 – 26 | Sporting Portugal        | 24 – 11 | 16 – 15 |

### Tweede ronde
| Team 1               | Score   | Team 2             | 1       | 2       |
| -------------------- | ------- | ------------------ | ------- | ------- |
| MAI Moskou           | 50 – 26 | Avanti Lebbeke     | 28 – 12 | 22 – 14 |
| Steaua București     | 34 – 23 | Oppsal IF          | 21 – 09 | 13 – 14 |
| SC DHfK Leipzig      | 26 – 23 | IF Stadion Brøndby | 15 – 12 | 11 – 11 |
| HIFK Helsinki        | 46 – 53 | VIF Dimitrov Sofia | 24 – 30 | 22 – 23 |
| Frisch Auf Göppingen | 39 – 25 | ATV Bazel          | 22 – 10 | 17 – 15 |
| Hapoël Ramat Gan     | 19 – 36 | IK Hellas          | 08 – 18 | 11 – 18 |
| Sittardia            | 30 – 25 | UHC Salzburg       | 11 – 07 | 19 – 18 |
| Baník Karviná        | 29 – 32 | Partizan Bjelovar  | 16 – 10 | 13 – 22 |

## Hoofdronde

### Kwartfinale
| Team 1               | Score   | Team 2           | 1       | 2       |
| -------------------- | ------- | ---------------- | ------- | ------- |
| VIF Dimitrov Sofia   | 25 – 28 | SC DHfK Leipzig  | 14 – 11 | 11 – 17 |
| MAI Moskou           | 41 – 31 | Steaua București | 22 – 14 | 19 – 17 |
| Frisch Auf Göppingen | 32 – 34 | IK Hellas        | 19 – 13 | 13 – 21 |
| Partizan Bjelovar    | 33 – 27 | Sittardia        | 21 – 14 | 12 – 13 |

### Halve finale
| Team 1          | Score   | Team 2            | 1       | 2       |
| --------------- | ------- | ----------------- | ------- | ------- |
| SC DHfK Leipzig | 23 – 28 | MAI Moskou        | 14 – 11 | 09 – 17 |
| IK Hellas       | 33 – 36 | Partizan Bjelovar | 20 – 13 | 13 – 23 |

### Finale
| Datum        | Team 1     | Score   | Team 2            | Locatie                   |
| ------------ | ---------- | ------- | ----------------- | ------------------------- |
| 7 april 1973 | MAI Moskou | 26 – 23 | Partizan Bjelovar | Westfalenhallen, Dortmund |

|                       |
|                       |
| MAI Moskou 1ste titel |